# Ectropis extrema
Ectropis extrema är en fjärilsart som beskrevs av Hans Rebel 1930. Ectropis extrema ingår i släktet Ectropis och familjen mätare. Inga underarter finns listade i Catalogue of Life.